# Суховецький Андрій Олександрович
Андрій Олександрович Суховецький (25 червня 1974 — 28 лютого 2022, під Маріуполем, Донецька область, Україна) — російський військовик, генерал-майор Збройних сил РФ, заступник командувача 41-ї загальновійськової армії (2021—2022), командир 7-ї гвардійської десантно-штурмової дивізії (2019—2021). Загинув під час російського вторгнення в Україну 2022 року.

## Біографія
Суховецький Андрій Олександрович народився 25 червня 1974 року.
У 1995 році закінчив Рязанське вище повітрянодесантне командне училище.
У 2008 році брав участь у військових операціях на Північному Кавказі та у Південній Осетії під час російсько-грузинської війни. 
У 2009 році закінчив Військову академію імені Фрунзе.
З 2013 по 2014 роки — командир 217-го гвардійського парашутно-десантного полку. У його складі брав участь у захопленні Криму Росією.
Надалі брав участь у Військовій операції Росії у Сирії.
У 2018 році закінчив Військову академію Генерального штабу Збройних сил Російської Федерації.
2019 року призначений командиром 7-ї гвардійської десантно-штурмової дивізії. Указом Президента Росії № 769 від 10 грудня 2020 року присвоєно військове звання генерал-майора.
З листопада 2021 року — заступник командувача 41-ї загальновійськової армії Центрального військового округу.
3 березня стало відомо, що він загинув 28 лютого 2022 року під Маріуполем під час російського вторгнення в Україну. 4 березня Володимир Путін особисто визнав смерть Суховецького. Він став першим російським генералом, чию загибель офіційно визнала російська влада. Військовий історик Джек МакКолл зазначає, що Суховецький є другим російським генералом, який був убитий безпосередньо внаслідок бою з українцями після ліквідації вояками УПА радянського генерала Миколи Ватутіна в 1944 році.

## Нагороди
- 2 ордени Мужності
- Орден «За військові заслуги»
- Медаль «За відвагу»
- Медаль «За відзнаку у військовій службі» 3-го, 2-го і 1-го ступеня (20 років служби)
- Медаль «За зміцнення бойової співдружності»
- Медаль «За військову доблесть» 1-го ступеня
- Медаль «За службу на Північному Кавказі»
- Медаль «За повернення Криму»
- Медаль «Учаснику військової операції в Сирії»